# Карабали, Брайан
Брайан Игнасио Карадали Каньола (исп. Bryan Ignacio Carabalí Cañola; род. 18 декабря 1997 года в Кининде, Эквадор) — эквадорский футболист, полузащитник клуба «Эмелек» и сборной Эквадора.

## Клубная карьера
Карабали начал профессиональную карьерув клубе «Депортиво Куэнка». 17 августа 2015 года в матче против «Эмелека» он дебютировал в эквадорской Примере. 10 декабря 2017 года в поединке против своего бывшего клуба «Гуаякиль Сити» Брайан забил свой первый гол за «Депортиво Куэнка». Летом 2019 года Карабали перешёл в «Эмелек». 28 июля в матче против «Текнико Университарио» он дебютировал за новый клуб. 9 ноября 2020 года в поединке против «Универсидад Католика» Брайан забил свой первый гол за «Эмелек».

## Международная карьера
15 ноября 2019 года в товарищеском матче против сборной Тринидада и Тобаго Карабали дебютировал за сборную Эквадора.